# Heinrich Schiess

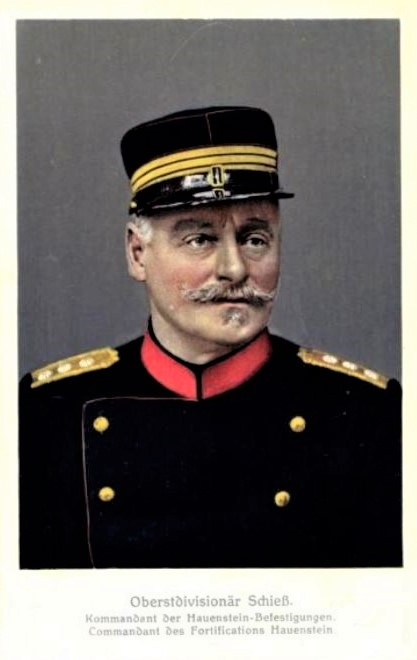
Oberstdivisionär Schiess

Heinrich Schiess (* 26. Mai 1852 in Herisau; † 16. April 1934 in Zollikon; heimatberechtigt in Herisau) war ein Schweizer Textilunternehmer und Kantonsrat aus dem Kanton Appenzell Ausserrhoden.

## Leben
Heinrich Schiess war ein Sohn von Heinrich Schiess, Angestellter einer Stickereifirma und Tambourmajor, und der Anna Katharina Engler. Im Jahr 1875 heiratete er Emma Bänziger, Tochter von Bartholome Bänziger, Bäcker. Eine zweite Ehe ging er 1878 mit Louise Leuch, Näherin, Tochter des Tobias Leuch, Landwirt, ein. Seine dritte Frau Frieda Holliger, Wirtin, Tochter des Johann Jakob Gottlieb Holliger, heiratete er 1891. Von 1872 bis 1876 arbeitete er als Ferggermeister in Schwellbrunn.
Von 1876 bis 1882 war er Stickereifabrikant in Lutzenberg und ab 1882 bis 1922 in Herisau. Er amtierte als Aktuar des Stickereiverbands und war Kontrolleur des Ausrüsterverbands. Von 1878 bis 1882 und ab 1891 bis 1894 sass er im Ausserrhoder Kantonsrat. Von 1887 bis 1894 war er Feuerwehrkommandant in Herisau. Ab 1893 bis 1903 war er als Zürcher Feuerwehrinspektor mit der Reorganisation der städtischen Feuerwehr beauftragt. Von 1905 bis 1912 stand er als Kommandant der 7. Division sowie von 1914 bis 1916 der Fortifikation Hauenstein vor. Ab 1890 bis 1896 präsidierte er die Appenzellische Offiziersgesellschaft.